# Pacific Telegraph Act
Der Pacific Telegraph Act (deutsch „Pazifisches Telegrafengesetz“) war ein im Jahr 1860 vom Kongress der Vereinigten Staaten verabschiedetes Bundesgesetz (englisch Act of Congress), mit dem das US‑Finanzministerium ermächtigt wurde, den Bau einer transkontinentalen Telegrafenleitung quer durch die Vereinigten Staaten zu finanzieren.

## Geschichte

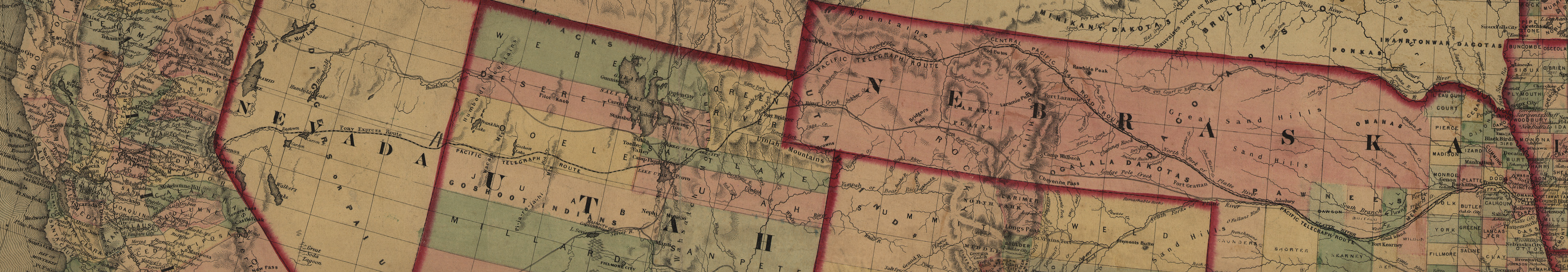
Route der Telegrafenlinie durch den „Wilden Westen“ der USA (1862)

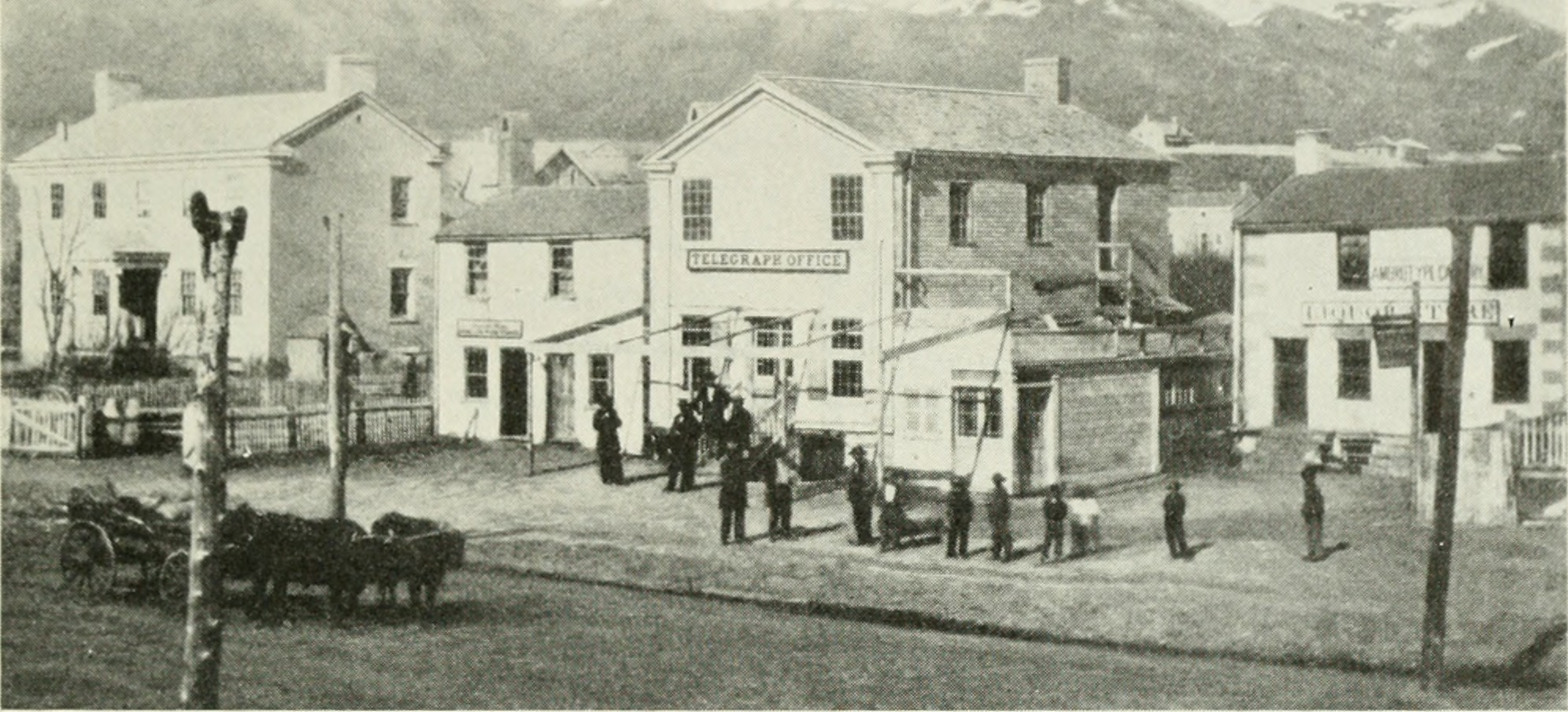
Das historische Telegrafenamt in Salt Lake City, in dem die aus Osten und Westen kommenden Linien 1861 miteinander verbunden wurden

Nach Aufkommen der elektrischen Telegrafie in den 1840er-Jahren und Errichtung der ersten amerikanischen Telegrafenlinie Baltimore–Washington im Mai 1844, wurde das Telegrafennetz an der Ostküste der Vereinigten Staaten systematisch ausgebaut. Etwas später entstand auch an der Westküste ein vergleichsweise bescheidenes Netz um Sacramento und San Francisco herum. In den 1850er-Jahren wurde der naheliegende Wunsch diskutiert, beide miteinander zu verbinden.
Dies mündete schließlich im Jahr 1860 in den Pacific Telegraph Act, der die Beauftragung einer Verbindungslinie von San Francisco bis nach Missouri vorsah. Das vom 36. Kongress in erster Sitzung verabschiedete Gesetz lautete: An Act to Facilitate  Communication between the Atlantic and Pacific States by Electric Telegraph (deutsch „Ein Gesetz zur Erleichterung der Kommunikation zwischen den Atlantik- und Pazifikstaaten durch einen elektrischen Telegrafen“). Es wurde am 16. Juni 1860 von Präsident James Buchanan (1791–1868) unterzeichnet und damit in Kraft gesetzt.
Man hatte entschieden, die Aufgabe zweizuteilen und einen westlichen Abschnitt von Kalifornien bis Salt Lake City durch die Overland Telegraph Company bauen zu lassen, während gleichzeitig die Pacific Telegraph Company den von Omaha kommenden östlichen Teil von Julesburg (Colorado) aus ebenfalls bis dorthin errichten sollte. Die Linienführung folgte in Nevada großteils der Pony-Express-Route, die seit dem 3. April 1860 hier betrieben wurde.
Nachdem die Arbeiten am 24. Oktober 1861 erfolgreich abgeschlossen werden konnten, war der ein halbes Jahr zuvor ins Amt gekommene neue Präsident der Vereinigten Staaten, Abraham Lincoln (1809–1865), einer der Ersten, der Nachrichten über die transkontinentale Leitung übermitteln ließ.